# Fundulus majalis

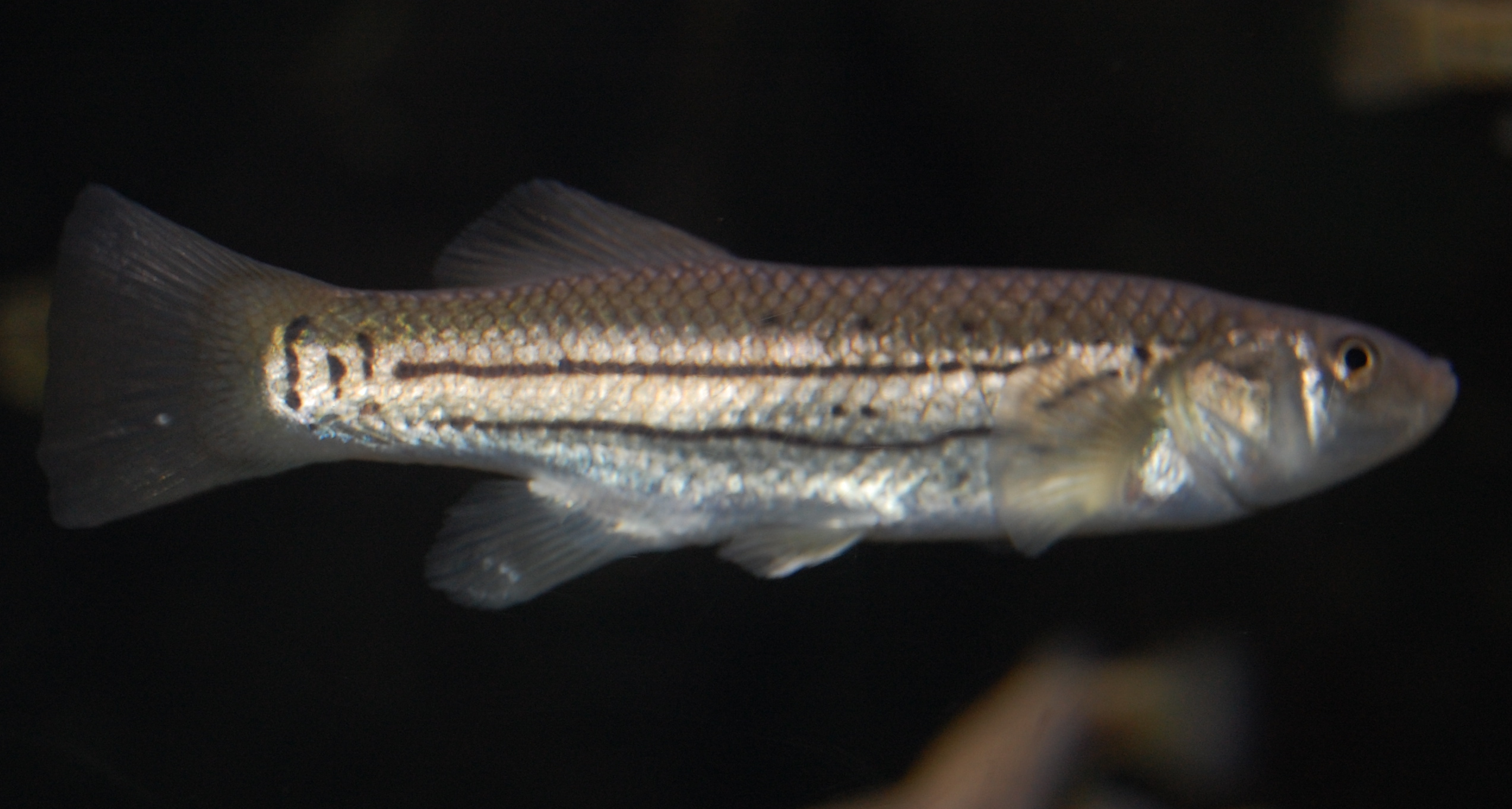
Femella

Fundulus majalis és una espècie de peix de la família dels fundúlids i de l'ordre dels ciprinodontiformes que es troba a Nord-amèrica: Estats Units i el nord del Golf de Mèxic.
Els mascles poden assolir els 15 cm de longitud total.